# Bymuseet (Aarhus)
 For alternative betydninger, se Bymuseet. (Se også artikler, som begynder med Bymuseet)
Bymuseet (tidligere Aarhus Bymuseum) var et bymuseum i Aarhus, der eksisterede fra 1993 til 2011. Bymuseet var et statsanerkendt museum, der viste historien om byens og oplandets udvikling, dvs. hvordan Aarhus er vokset fra den lille bebyggelse i vikingetiden til nutidens storby. Museet havde til huse på adressen Carl Blochs Gade 28 i Aarhus. I 2010 vedtog Aarhus Byråd, at Bymuseet skulle flytte til Den Gamle By, hvor dets arbejde videreføres som Museum Aarhus. 

## Det første museum i Aarhus 1861-1969

### 1861-1969
Bymuseet var ikke det første lokalhistoriske museum i Aarhus. Allerede i 1861 blev Den historisk-antikvariske Samling i Aarhus (= ”Oldkammeret”) oprettet som det tredje museum uden for København efter museerne i Ribe og Odense. Museet fremviste sin samling af oldsager sammen med Kunstforeningen af 1847 i det daværende rådhus, der i dag er omdannet til Kvindemuseet. De to samlinger flyttede i løbet af 1870'erne og -80'erne sammen til et nyopført hus i Mølleengen - den bygning, som senere blev til Huset. Med tiden blev museets navn ændret til det mere mundrette Aarhus Museum.
På grund af pladsmangel blev en del af museets samlinger (dem fra historisk tid) overført til Den Gamle By, som senere også overtog størstedelen af museets møntsamling. Da malerisamlingen flyttede ind i de nye lokaler i Vennelystparken, sad Aarhus Museum tilbage i museumshuset med oldsagerne (stenalder til vikingetid), og da denne samling flyttede til det nuværende Moesgård Museum i 1969, ophørte museet med at eksistere.

## Historie 1984-2011

### 1984-2004: Oprettelse
Efter nedlæggelsen af Aarhus Museum i 1969 begyndte en række af byens borgere med borgmester Bernhardt Jensen i spidsen at arbejde for oprettelsen af et nyt bymuseum. Det var dog først i 1984, at Aarhus Byråd gav sin støtte til oprettelsen af et bymuseum. Selv om institutionen allerede i 1984 fik en bestyrelse, var det først i 1992, at man ansatte Lars Holleufer som museumsleder. Derefter åbnede museet under navnet "Aarhus Bymuseum" den 1. januar 1993 i lokaler, som var indrettet i den tidligere Hammelbanes aarhusianske stationsbygning i Carl Blochs Gade 28. I 1998 blev museet statsanerkendt.
Som følge af, at det gamle Aarhus Museums samlinger i 1969 blev fordelt mellem kunstmuseet, Den Gamle By og Moesgaard Museum, havde Bymuseet ikke på samme måde som andre by- og egnsmuseer en stor samling skabt gennem en lang årrække. Det lykkedes dog at skabe en samling af genstande fra tiden efter 1850, men når det kom til tiden før da, måtte Bymuseet ofte låne sig frem hos andre museer. Af samme grund havde Bymuseet et stort fokus på skiftende særudstillinger frem for en stor permanent udstilling.

### 2004-2010: Bymuseet
I 2004 besluttede bestyrelsen, at Aarhus Bymuseum skulle bære det mere mundrette navn Bymuseet. I den forbindelse fik man lavet et nyt logo, tegnet af arkitekt Jesper Jan, som blev offentliggjort den 29. januar 2005 i Musikhuset Aarhus, hvor man også viste alle de øvrige, indkomne forslag.
Ligeledes i 2005, den 19. august, åbnede man et nyt udstillingshus tegnet af Exners Tegnestue A/S. Huset er en forskudt tilbygning på 1200 m² til den oprindelige banegård. Museet fremtræder nu med to vidt forskellige facader. Mod gaden og genbohusene ser man en stor murflade i røde sten og med et markant indgangsparti, men mod det grønne område og Aarhus Å fremtræder museet som et glashus, hvis facade er delvist dækket af en trælamel skærm, der filtrerer lys og begrænser udkig og indkig. 
Museet havde i bygningen en fast udstilling om Aarhus´ historie i nyere tid samt en model af Aarhus anno 2005. Den viste alle bygninger i byen inden for Ringgaden i størrelsen 1:1000. Modelhusene blev lavet i pæretræ af Otto Baake og Jørgen Risum. Museet havde desuden fokus på Aarhus' arbejderbevægelse.
Den 21. maj 2008 vedtog Aarhus Byråd at fusionere Bymuseet og Besættelsesmuseet i Aarhus 1940-45.

### 2010-2011: Fusion med Den Gamle By
Byrådet vedtog i september 2010, som en del af et budgetforlig, at Bymuseet skulle flytte til Den Gamle By, hvilket blev gennemført i sensommeren 2011. Samtidig blev det besluttet, at Bymuseets tidligere bygning skulle sælges. Bygningen har imidlertid fundet anvendelse som et medborgerhus og frivillig-center og er omdøbt til Folkestedet.